# Radłowice
Radłowice (deutsch Radlowitz, 1937–1945 Radwaldau) ist ein Dorf in Niederschlesien. Der Ort liegt in der Landgemeinde Domaniów im Powiat Oławski in der polnischen Woiwodschaft Niederschlesien.

## Geographie

### Geographische Lage
Das Straßendorf Radłowice liegt drei Kilometer nordwestlich vom Gemeindesitz Domaniów (Thomaskirch), ca. 16 südwestlich von der Kreisstadt Oława (Ohlau) und rund 35 Kilometer südlich der Woiwodschaftshauptstadt Breslau. Der Ort liegt in der Nizina Śląska (Schlesische Tiefebene) innerhalb der Równina Wrocławska (Breslauer Ebene).

### Nachbarorte
Nachbarorte von Radłowice sind im Norden Racławice Małe (Klein Rasselwitz) und im Süden Danielowice (Dammelwitz).

## Geschichte
Der Ort wurde 1288 erstmals als Radlowiz erwähnt.
Nach dem Ersten Schlesischen Krieg 1742 fiel Radlowitz zusammen mit dem größten Teil Schlesiens an Preußen. 1783 zählte der Ort vier Bauernstellen.
Nach der Neugliederung Preußens gehörte die Landgemeinde Radlowitz ab 1815 zur Provinz Schlesien und war ab 1816 dem Landkreis Ohlau eingegliedert. 1874 wurde der Amtsbezirk Haltauf gegründet, welcher die Landgemeinden Dammelwitz, Eulendorf, Haltauf, Klein Peiskerau, Kochern und Radlowitz und die Gutsbezirke Dammelwitz, Eulendorf, Haltauf, Klein Peiskerau und Kochern umfasste. 1885 zählte der Ort 149 Einwohner.
1933 zählte Radlowitz 113 Einwohner. Am 4. Februar 1937 wurde der Ortsname in Radwaldau umbenannt. 1939 lebten 112 Menschen in Radwaldau. Bis 1945 befand sich der Ort im Landkreis Ohlau.
Als Folge des Zweiten Weltkriegs fiel Radlowitz wie fast ganz Schlesien 1945 an Polen, wurde in Radłowice umbenannt und der Woiwodschaft Breslau angegliedert. Die deutsche Bevölkerung wurde, soweit sie nicht vorher geflohen war, weitgehend vertrieben. Die neu angesiedelten Bewohner waren zum Teil Heimatvertriebene aus Ostpolen. 1999 kam der Ort zum Powiat Oławski in der Woiwodschaft Niederschlesien.

## Sehenswürdigkeiten
- Steinerne Wegekapelle mit Marienstatue